# پیز جناتش
پیز جناتش (به لاتین: Piz Jenatsch) یک کوه در سوئیس است که در کانتون گراوبوندن واقع شده‌است. پیز جناتش ۳٬۲۵۱ متر بالاتر از سطح دریا واقع شده‌است.